# Dante Gabriel Rossetti
Dante Gabriel Rossetti (ur. 12 maja 1828 w Londynie, zm. 9 kwietnia 1882 w Birchington-on-Sea) – angielski poeta, malarz i tłumacz.
Jego matka, Frances Polidori, była siostrą Johna Polidoriego, przyjaciela Byrona. Ojciec Gabriela, Gabriele Pasquale Giuseppe Rossetti, zajmował się literaturą. Z powodu swoich przekonań politycznych szukał schronienia w Londynie, gdzie zatrudnił się jako profesor języka włoskiego w King’s College.

## Młodość

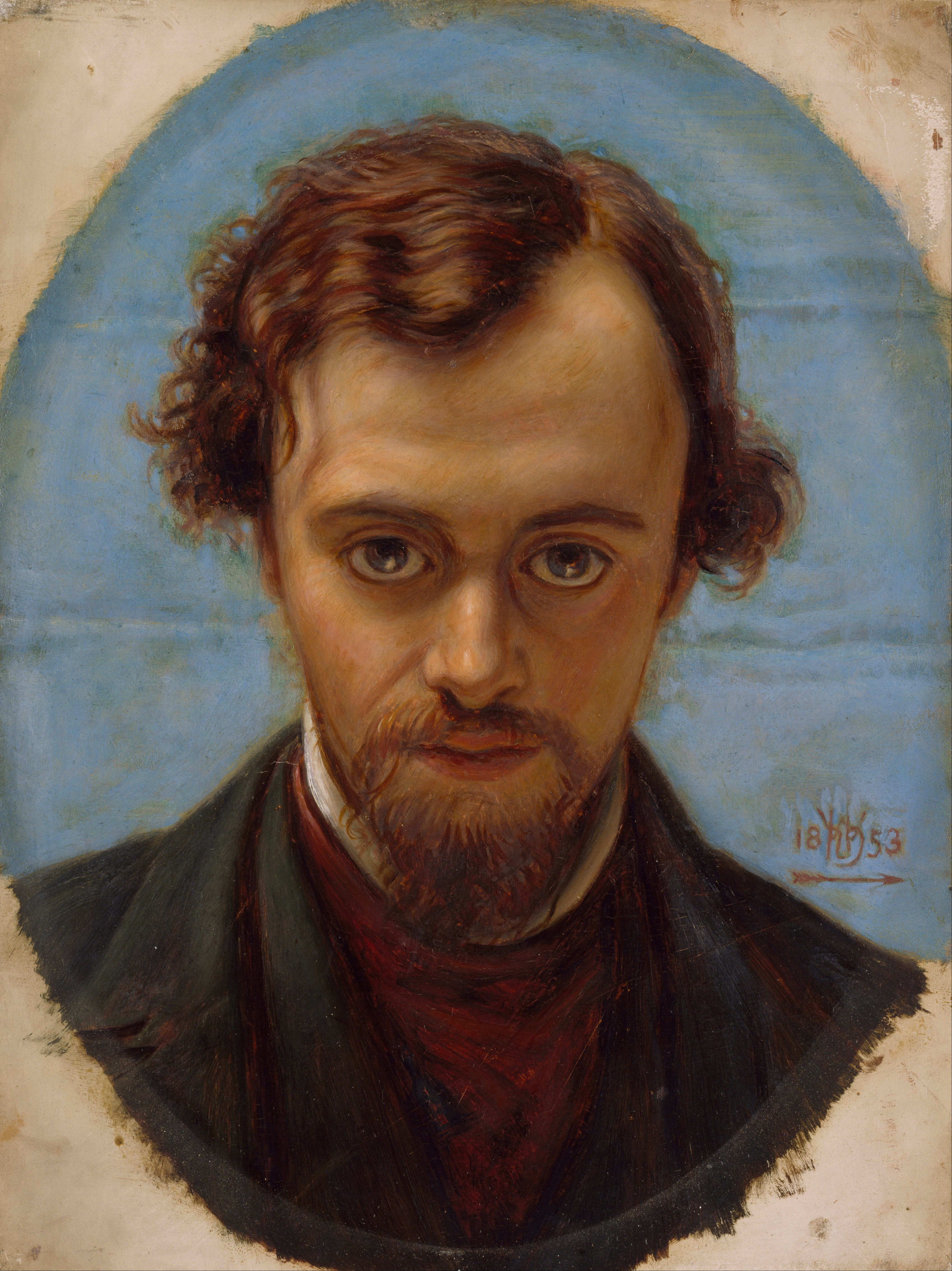
Dante Gabriel Rossetti

Rossetti urodził się w Londynie, naprawdę nazywał się Gabriel Charles Dante Rossetti. Jego rodzina i przyjaciele nazywali go Gabriel, ale w swoich publikacjach używał imienia Dante ze względu na literackie powiązania. Wraz z Johnem Everettem Millais’m i Williamem Holmanem Huntem założył Bractwo Prerafaelitów w 1848 roku.
Wychowywany na włoskiej literaturze, szczególnie upodobał Boską Komedię, co wyraźnie zaznacza się w jego dziełach. W wieku lat dziewięciu został zapisany do King’s College w Londynie, dziesięć lat później przyjęto go do Royal Academy. Tam zaprzyjaźnił się z Huntem i Millais’m.

## Inspiracje literackie i wykształcenie artystyczne
Jego ulubioną techniką malarską była najlepiej odpowiadająca jego potrzebom akwarela. Bliskie mu były dzieła Dantego, Edgara Allana Poego i Williama Blake’a. Upust wyobraźni dawał ilustrując Dantego, Szekspira, Browninga oraz legendy o królu Arturze. Po ukończeniu nauki w King’s College, gdzie uczęszczał z dużą niechęcią, dostał się do Sass’s Drawing Academy, a w 1845 do Antique School w Akademii Królewskiej.
W latach 50. artysta maluje obrazy poświęcone głównie tematyce średniowiecznej. Odwołuje się także do wątków z utworów Dantego.
W 1850 roku namalował Zwiastowanie wystawione następnie w National Instytution Portland Gallery. Przy okazji wystawy zdradził przyjacielowi Alexandrowi Munro, tajemnice znaczenia liter „P.R.B.”. Istnienie tajnego bractwa uznano za skandal, a ich dzieła zaczęto szeroko krytykować. W ich obronie stanął tylko Ruskin.

## Muza
W 1850 poznał swoją muzę i przyszłą żonę Elizabeth Siddal (Lizzi). Zajął się wtedy malarstwem olejnym, tworząc całą galerię postaci kobiecych – gorących, namiętnych i marzycielskich. Siddal poślubiła go po czasie burzliwego narzeczeństwa w 1860 roku w kościele Saint Clement w Hastings. Po roku urodziła martwą córkę, przez co pogrążyła się w depresji, która popchnęła ją do samobójstwa przez zażycie dużej dawki laudanum. Malarz miał z tego powodu wyrzuty sumienia, które dręczyły go do końca życia. Cierpiał na bezsenność i powracającą depresję. W owym czasie przedstawiał głównie femme fatale o bujnych włosach i zmysłowych ustach.

Dante Gabriel Rossetti, Prozerpina, 1874 rok

## Praca artystyczna
W 1856 roku Rossetti przyjął od Johna Seddona zamówienie na wykonanie retabulum, nastawy ołtarzowej dla katedry w Llandaff (Cardiff). Stworzył „Ziarno Dawida”. Przed wykonaniem całego dzieła w wersji olejnej artysta namalował je akwarelą. Ten mały tryptyk zaliczany do jego najlepszych prac. Stylem przypomina jeszcze sztukę średniowieczną, jednak zauważalny jest także wpływ, jaki na niego powstanie wywarło weneckie malarstwo XVI wieku.
Artysta w 1856 roku pracował przy ilustrowanej edycji poematów Tennysona publikowanych przez Edwarda Moxona. Pozwoliło mu to na prezentację swojej twórczości szerszemu gronu odbiorców, choć te ilustracje nie przyniosły mu powodzenia.
W 1857 roku wraz z innymi prerafaelitami zaprezentował swoje prace na wystawie w Russell Place, a w następnym roku w Nowym Jorku. Tworzył też z kilkoma artystami, m.in. z Morrisem i Burne-Jonesem, przyjął zlecenie na wykonanie fresków w budynkach Oxford Union. Wspólnie postanowili przedstawić kilka scen z księgi Thomasa Malory’ego „Odejście Artura”. Podjęta praca pozostała nieskończona i po jakimś czasie zniszczała z powodu nieopanowania techniki malowania fresków przez autorów.
Pod koniec lat 60. artysta zarabiał rocznie sumę ok. 30 tysięcy funtów. Cieszył się popularnością i regularnie sprzedawał obrazy. Pomimo tego nadużywał alkoholu i chloralu, powodującego powtarzające się halucynacje.
W tym czasie jego ulubionymi modelkami były Fanny Cornforth, Alexa Wilding i żona Williama Morrisa, Jane Burden.

## Praca literacka i pogarszający się stan psychiczny
Pierwszy zbiór swoich utworów poetyckich wydał w 1870 roku jako Poematy. Były one włożone do trumny Lizzi, lecz odzyskał je, decydując się na ekshumację zwłok.
Między 1871 a 1874 rokiem mieszkał wraz z rodziną Morrisów w Kelmscott Manor. W październiku 1871 roku, w czasie gdy jego stan psychiczny się pogarszał, co spowodowane było m.in. krytyką jego wierszy, pogłębiła się jego mania prześladowcza i próbował popełnić samobójstwo, zażywając tak jak jego żona laudanum.
Po powrocie do malarstwa w 1874 r. przeniósł się do Cheyne Walk, gdzie pracował jednocześnie nad ośmioma obrazami, zainspirowany postacią Prozerpiny.
W 1879 roku poznał i zaprzyjaźnił się z Thomasem Hall Cainem, którego traktował jak ucznia i syna.
W 1881 ukazało się nowe wydanie jego wierszy Poems, a ostatnie utwory zebrano w tomiku zatytułowanym Ballady i sonety.
Zmarł 9 kwietnia 1882 roku w położonym w Kencie Birchington-on-Sea, niedaleko Margate.

## Opisy wybranych prac

### Oblubienica, 1865
Obraz był zamówiony przez George’a Rae. Początkowo Rosetti zamierzał namalować Beatrycze, ale później zmienił tematykę na biblijną. Na ramie umieścił wersy z Pieśni nad Pieśniami i Psalmu 45. Do obrazu pozowała Maria Ford.
Dookoła znajdującej się pośrodku oblubienicy widnieją dwórki umieszczone symetrycznie. Na głowie oblubienicy widnieje peruwiański diadem (wpływ Art nouveau). Czerwień diademu kontrastuje z rudymi włosami modelki i zielonym szalem.
Cechą charakterystyczną twórczości artysty w latach 60. jest malowanie kobiet z niezwykle jasną karnacją i melancholijnym spojrzeniu. Tak i tu delikatne światło podkreśla alabastrową cerę Oblubienicy. Widoczne jest w tym obrazie zainteresowanie Rossettiego kwiatami i jego biegłość w przedstawianiu ich.

### Monna Vanna, 1866
Początkowo obraz ten miał nosić tytuł Wenecka Wenus. Przedstawiona jest tu Alexa Wilding, która ucieleśnia typ urody znany z portretów Tycjana. Szeroki rękaw jej sukni został zainspirowany szatą z Portretu poety Palmy Vecchio. Dużo uwagi poświęcił tu artysta klejnotom, które nosi modelka.

### Koncert sielski, 1871-72
Obraz przedstawia kobiety grające na instrumentach muzycznych.
Do postaci pierwszoplanowych pozowały Maria Spartali (po lewej) i Alexa Wilding (po prawej). Z niezwykłą precyzją przedstawił Rossetti dłonie kobiet i same instrumenty.
Element dynamiczny stanowią dwie kobiety w centrum obrazu, a ich symetryczne umieszczenie podkreślają dodatkowo uzupełniające się kolory noszonych przez nie szat, zwłaszcza zieleń i czerwień.
Pejzaż został namalowany z natury w okolicy domu Hunta w hrabstwie Kent.

### Sen na jawie, 1880
Do obrazu pozowała Jane Morris. Modelka ubrana na zielono niemal wtapia się w tło roślinności.
Praca ta uznawana jest za jedną z najlepszych z okresu późnej twórczości artysty. Po raz kolejny przedstawia tu typ melancholijnej, zmysłowej kobiety. Rossetti bardzo dokładnie opracowuje tu dłonie kobiety. Ich sugestywność spowodowana jest wnikliwymi studiami nad tą partią ciała i fascynacją Rafaelem.
Początkowo obraz miał być zatytułowany „Vanna” lub „Monna Primavera”, dopiero później zdecydował się na tytuł nieodwołujący się bezpośrednio do literatury. Do obrazu dołącza sonet, w którym podmiot liryczny traci kontakt z rzeczywistością.

## Wybrane prace
| Nr  | Tytuł | Rok                            | Technika i wymiary                            | Miejsce przechowywania                              | Ilustracja |
| --- | --- | ------------------------------ | --------------------------------------------- | --------------------------------------------------- | ---------- |
| 1.  | Autoportret | 1847                           | ołówek 19,7 × 17,8 cm                         | National Portrait Gallery, Londyn                   |            |
| 2.  | Dziewczęce lata Marii Panny                                                                                               | 1848-49                        | olej na płótnie 83,2 × 65,4 cm                | Tate Britain, Londyn                                |            |
| 3.  | Zwiastowanie (Ecce Ancilla Domini!)                                                                                       | 1849-50                        | olej na płótnie 72,4 × 41,9 cm                | Tate Britain, Londyn                                |            |
| 4.  | Elizabeth Siddal | 1850-65                        | akwarela i grafit na papierze, 33,4 × 24,6 cm | Fitzwilliam Museum, Cambridge                       |            |
| 5.  | Odnaleziona | 1854                           |                                               | Delaware Art Museum, Wilmington                     |            |
| 6.  | Niebieski sekretarzyk | 1857                           | akwarela na papierze 35,4 × 26,0 cm           | Tate Collection, Londyn                             |            |
| 7.  | Zaślubiny św. Jerzego | 1857                           | akwarela na papierze 36,5 × 36,5 cm           | Tate Collection, Londyn                             |            |
| 8.  | Ziarno Dawida | 1858-64                        |                                               | Cardiff, katedra Llandaff                           |            |
| 9.  | Miłość Dantego | 1860                           | olej na drewnie mahoniowym, 74,9 × 81,3 cm    | Tate Collection, Londyn                             |            |
| 10. | Aurelia (Kochanka Fazia)                                                                                                  | 1863                           | olej na drewnie mahoniowym, 43,2 × 36,8 cm    | Tate Britain, Londyn                                |            |
| 11. | Beata Beatrix | ok. 1864-70                    | olej na płótnie 86,4 × 66,0 cm                | Tate Collection, Londyn                             |            |
| 12. | Sir Galahad, sir Bors i sir Percival zostali nasyceni świętym Graalem, ale siostra sir Percivala zmarła podczas przeprawy | 1864                           | akwarela na papierze 29,2 × 41,9 cm           | Tate Collection, Londyn                             |            |
| 13. | Muzyka o poranku | 1864                           | akwarela na papierze, 30,4 × 27,3 cm          | Fitzwilliam Museum, Cambridge                       |            |
| 14. | Venus Verticordia | 1864-68                        |                                               | The Russell-Cotes Art Gallery & Museum, Bournemouth |            |
| 15. | Oblubienica | 1865-66                        | olej na płótnie 82,5 × 76,2 cm                | Tate Britain, Londyn                                |            |
| 16. | Królowa kier Portret Alice Wilding                                                                                        | 1866                           | olej na płótnie 59,7 × 49,5 cm                | Kelvingrove Art Gallery and Museum, Glasgow         |            |
| 17. | Monna Vanna | 1866                           | olej na płótnie 88,9 × 86,4 cm                | Tate Collection, Londyn                             |            |
| 18. | Lady Lilith | 1866-68 (modyfikowany 1872-73) | olej na płótnie                               | Delaware Art Museum, Wilmington                     |            |
| 19. | Koncert sielski | 1850-72                        | olej na płótnie 86,3 × 68 cm                  | Manchester Art Gallery, Manchester                  |            |
| 20. | Prozerpina | 1874                           | olej na płótnie 125,1 × 61,0 cm               | Tate Britain, Londyn                                |            |
| 21. | La Donna della Finestra (Kobieta w oknie)                                                                                 | 1879                           | olej na płótnie 100,65 × 73,98 cm             | Fogg Art Museum, Uniwersytet Harvarda, Cambridge    |            |
| 22. | Sen na jawie Portret Jane Morris                                                                                          | 1880                           | olej na płótnie                               | Muzeum Wiktorii i Alberta, Londyn                   |            |